# Nicola Filacuridi
Nicola Filacuridi, in lingua greca: Νικόλαος Φυλακουρίδης, Nikólaos Phylakourídēs (Alessandria d'Egitto, 1º gennaio 1920 – Sydney, 12 febbraio 2009), è stato un tenore italiano di origine greca.

## Biografia
Scopertosi un precoce talento musicale, studiò canto ad Alessandria con il maestro Ettore Cordone, debuttando nel 1945 al Teatro dell'Opera del Cairo in Cavalleria rusticana. L'anno seguente partì per l'Italia per continuare gli studi con Federico Del Cupolo, esordendo nel 1949 a Savona ne La traviata. L'anno successivo fu al Teatro dell'Opera di Roma in Adriana Lecouvreur, cantando successivamente a Trieste, Venezia, Parma, Torino, Firenze, Napoli.
Debuttò alla Scala di Milano nel 1953 nell'opera contemporanea Leonore 40/45 di Rolf Liebermann, prendendo parte anche, nel 1957, alla prima rappresentazione de I dialoghi delle Carmelitane. Ancora del repertorio moderno interpretò nel 1958 Mathis der Maler di Paul Hindemith. Sempre negli anni cinquanta, registrò alcune opere per la televisione italiana: Lucia di Lammermoor, La traviata, Adriana Lecouvreur, Un ballo in maschera, Madama Butterfly. Le apparizioni in TV contribuirono ad assicurargli una notevole popolarità.
In campo internazionale apparve alla Monte Carlo Opera, al Teatro La Monnaie di Bruxelles, alla Opera di Stato di Vienna, alla Royal Opera House di Londra e ai festival lirici di Aix-en-Provence e Glyndebourne. Cantò anche in Spagna, Portogallo, Argentina, Brasile, a Dallas e alla Sydney Opera House. Nel 1964 si trasferì con la famiglia in Australia, dove fece le ultime esibizioni alla "Elizabethan Theatre Trust Opera" di Sydney, apparendo anche in Nuova Zelanda.
Interpretò circa sessantacinque ruoli: oltre ai titoli già citati, Rigoletto, La bohème, Tosca, Les contes d'Hoffmann, Louise, Werther, Idomeneo, Lohengrin. Contribuì inoltre a "creare" i ruoli de Il furioso all'isola di San Domingo di Donizetti, Il cappello di paglia di Firenze di Rota, La guerra di Rossellini.

## Repertorio operistico
| Ruolo                  | Titolo                              | Autore       |
| ---------------------- | ----------------------------------- | ------------ |
| Dmitri                 | Risurrezione                        | Alfano       |
| Lord Arturo            | I puritani                          | Bellini      |
| Don José               | Carmen                              | Bizet        |
| Giuliano               | Louise                              | Charpentier  |
| Maurizio di Sassonia   | Adriana Lecouvreur                  | Cilea        |
| Don Giovanni           | Il convitato di pietra              | Dargomyžskij |
| Fernando               | Il furioso all'isola di San Domingo | Donizetti    |
| Edgardo di Ravenswood  | Lucia di Lammermoor                 | Donizetti    |
| Alberto di Brandeburgo | Mattia il pittore                   | Hindemith    |
| Turiddu                | Cavalleria rusticana                | Mascagni     |
| Cavaliere des Grieux   | Manon                               | Massenet     |
| Werther                | Werther                             | Massenet     |
| Idomeneo               | Idomeneo                            | Mozart       |
| Hoffmann               | I racconti di Hoffmann              | Offenbach    |
| Cavaliere de la Force  | I dialoghi delle Carmelitane        | Poulenc      |
| Rodolfo                | La bohème                           | Puccini      |
| Mario Cavaradossi      | Tosca                               | Puccini      |
| F. B. Pinkerton        | Madama Butterfly                    | Puccini      |
| Donello                | La fiamma                           | Respighi     |
| Lindoro                | L'italiana in Algeri                | Rossini      |
| Fadinard               | Il cappello di paglia di Firenze    | Rota         |
| Gabriel von Eisenstein | Il pipistrello                      | Strauss      |
| Duca di Mantova        | Rigoletto                           | Verdi        |
| Alfredo Gérmont        | La traviata                         | Verdi        |
| Riccardo               | Un ballo in maschera                | Verdi        |
| Lohengrin              | Lohengrin                           | Wagner       |

## Discografia
- Adriana Lecouvreur, con Mafalda Favero, Elena Nicolai, Luigi Borgonovo, dir. Federico Del Cupolo - Colosseum/RCA 1949
- La traviata (DVD), con Rosanna Carteri, Carlo Tagliabue, dir. Nino Sanzogno - video-RAI 1954 ed. Encore
- Adriana Lecouvreur (DVD), con Marcella Pobbe, Fedora Barbieri, Otello Borgonovo, dir. Alfredo Simonetto - video-RAI 1955 ed. House of Opera/GOP (solo audio)
- Carmen, con Jean Madeira, Janette Vivalda, Michel Roux, dir. Pierre Dervaux - Vox 1956
- La traviata, con Renata Tebaldi, Ugo Savarese, dir. Tullio Serafin - dal vivo Firenze 1956 ed. Opera Lovers
- Un ballo in maschera (DVD), con Marcella Pobbe, Rolando Panerai, Lucia Danieli, dir. Nino Sanzogno - video-RAI 1956 ed. House of Opera
- I dialoghi delle Carmelitane (in ital.), con Leyla Gencer, Gigliola Frazzoni, Virginia Zeani, Scipio Colombo, Eugenia Ratti, Fiorenza Cossotto, dir. Nino Sanzogno - dal vivo La Scala 1957 ed. Legendary Recordings/Opera Lovers
- Adriana Lecouvreur, con Renata Tebaldi, Miriam Pirazzini, Renato Capecchi, dir. Francesco Molinari Pradelli - dal vivo Napoli 1958 ed. Lyric Distribution
- Il furioso all'isola di San Domingo, con Gabriella Tucci, Giuliana Tavolaccini, Ugo Savarese, dir. Franco Capuana - dal vivo Siena 1958 ed. Melodram
- Lucia di Lammermoor (DVD), con Anna Moffo, Dino Dondi, dir. Fernando Previtali - video-RAI 1959 ed. House of Opera
- La traviata, con Renata Scotto, Mario Sereni, dir. Fernando Previtali - dal vivo Milano-RAI 1959 ed. Opera Depot
- I puritani, con Joan Sutherland, Ernest Blanc, Giuseppe Modesti, dir. Vittorio Gui - dal vivo Glyndebourne 1960 ed. Lyric Distribution/SRO